# Type 08
O Tipo 08 (Chinês: 08式轮式装车族; pinyin: 08 Shì lúnshì zhuāngjiṭchē zú; lit. 'Família de veículos blindados com rodas tipo 08') é uma família de veículos anfíbios modulares 8x8 
desenvolvido pela Norinco para apoio a infantaria, logística de campo de batalha e operações de reação rápida. É um recente veículo de combate de infantaria para a Força Terrestre do Exército de Libertação Popular e o Corpo de Fuzileiros Navais do Exército de Libertação Popular.

## Variantes
ZBL-08 (Tipo 08) Veículo de Combate de Infantaria
Variante IFV original com uma torre ZPT-99 de 30 mm baseada em Shipunov 2A72. Possui uma cabine de tripulação nos fundos para transporte de infantaria. Os mísseis HJ-73C podem ser montados opcionalmente em cada lado da torre

#### ZSL-10 (Tipo 10) Veiculo blindado de transporte de pessoal
Com base na variante IFV, mas a cabine de tripulação modificada tem um teto mais alto. O Porta-Aviões blindado pode estar armado com uma metralhadora 12.7 protegida por armaduras manualmente controlada ou uma estação de armas de controle remoto. O APC é equipado com dez assentos especializados de absorção de choque para maior conforto e proteção contra minas terrestres e dispositivo explosivo improvisado (IED). 

#### Type 08 Veículo de reconhecimento blindado
Armado com uma torre de 30 mm, o veículo tem um chassi semelhante à variante IFV. O Veículo de Reconhecimento Blindado avançará diante de IFVs e armas de assalto para coleta de informações. Câmeras eletro-ópticas de alta definição a bordo, sistema de imagem térmica e designador de laser podem transmitir informações de campo de batalha e alvo para outros veículos ligados a dados para identificação e designação de alvos. O Veículo de Reconhecimento Blindado pode fornecer uma melhor consciência situacional para a infantaria. O radar principal e a visão eletro-óptica são montados em um mastro retrátil e é capaz de link de dados e compartilhamento de imagens com outros veículos. As capacidades de reconhecimento aéreo são fornecidas com veículos aéreos não tripulados. Todos os veículos de reconhecimento são equipados com um trilho de lançamento atrás da torre, capaz de lançar ASN-15 com alcance de 10 quilômetros e uma hora de resistência. O BZK UAV também pode ser armazenado e montado no local se for necessário um reconhecimento aéreo de maior alcance. Além disso, os batedores individuais são equipados com SEUV de controle remoto lançado à mão semelhante ao RQ-11 Raven. 
Tipo 08 Veículo de Reconhecimento de Artilharia
O chassi do veículo é baseado na variante APC e armado com metralhadora de 12,7 mm e míssil anti-tanque HJ-73C. Os veículos de reconhecimento de artilharia não realizam missões de reconhecimento de combate, em vez disso, focam na aquisição de alvos para batalhões de artilharia, coleta de terrenos e dados meteorológicos através de vários instrumentos de observação. 
VN-1
variante de exportação com base no IFV tipo 08. O VN-1C está armado com uma estação de armas remotas de 30 mm e um míssil anti-tanque HJ-73. 

#### SWS-2
variante de exportação do sistema de armas/mísseis SHORAD do VN-1. Está armado com um canhão de 35 mm e quatro mísseis terra-ar. Este veículo é a versão de exportação do sistema de artilharia antiaérea PGL-12.

#### ST-1
Variante de exportação baseada na arma de assalto Tipo 11, armada com uma arma de rifle L7 105mm.

#### SH-11
Howitzer autopropulsionado de 155 mm orientado para exportação armado com uma arma calibre 39, que pode ser substituída por uma arma calibre 52 sem trocar o chassi. Possui um sistema de carregamento totalmente automático e a última geração de óptica. 
AFT-10 Portador ATGM
Versão de lançamento de Mísseis anti-tanque(ATGM)

## Operadores

### Operadores Atuais
China
- Força Terrestre do Exército de Libertação Popular - Pelo menos 4.300 unidades da família de veículos Tipo 08 em serviço a partir de 2021. 2.000 unidades de ZBL-08; 950 unidades de ZTL-11; 500 unidades de ZSL-10; 350 unidades do PLL-09; 500 unidades de PLL-05; Unidades não contabilizadas de PGL-12 e PGL-19; Unidades incontáveis de veículos de reconhecimento, engenharia e suporte de serviço. [4]

Corpo de Fuzileiros Navais do Exército de Libertação Popular - 100 unidades
 Gabão
- Exército Gabonês: Em exibição no desfile do Dia da Independência 2019.[5]

 Nigéria
- Exército da Nigeria:Utiliza versão ST-1.[6]

 Tailândia
O Exército Real Tailandês (RTA) assinou um contrato para comprar 38 IFVs VN-1 para o primeiro lote. Os veículos entregues até 2019 ao preço de US$ 1,695 milhão cada. Tailândia encomendou mais 37 veículos para o segundo lote. [carece de fontes?] O VN-1 foi colocado em serviço em fevereiro de 2021 com o 2º Regimento de Cavalaria.
 Venezuela
- Infantaria da Marinha Bolivariana.[8]

### Potenciais Operadores
Argentina
- O ‎‎Exército Argentino‎‎ mostra interesse em comprar o Type 08. ‎

 Brasil
- ‎O governo chinês ofereceu o ST-1 ao ‎‎Exército Brasileiro‎‎ em abril de 2021,‎‎ o programa "VBC Cav" do Exército para obter 221 unidades de uma arma de assalto 8 x 8, para a substituição da ‎‎EE-9 Cascavel‎‎ em operação desde 1974. ‎[9]